# La Laguna, Tamaulipas
La Laguna är en ort i Mexiko.   Den ligger i kommunen Tula och delstaten Tamaulipas, i den centrala delen av landet, 400 km norr om huvudstaden Mexico City. La Laguna ligger 1 329 meter över havet och antalet invånare är 181.
Terrängen runt La Laguna är kuperad åt sydväst, men åt nordost är den bergig. Runt La Laguna är det glesbefolkat, med 10 invånare per kvadratkilometer. Närmaste större samhälle är Tula, 9,3 km väster om La Laguna. I omgivningarna runt La Laguna växer i huvudsak blandskog.